# Воренсвил Хајтс (Охајо)
Воренсвил Хајтс (енгл. Warrensville Heights) град је у америчкој савезној држави Охајо.

## Демографија
По попису из 2010. године број становника је 13.542, што је 1.567 (-10,4%) становника мање него 2000. године.
| Група             | 2000.          | 2010.          |
| Белци             | 969 (6,4%)     | 487 (3,6%)     |
| Афроамериканци    | 13.660 (90,4%) | 12.657 (93,5%) |
| Азијати           | 138 (0,9%)     | 34 (0,3%)      |
| Хиспаноамериканци | 113 (0,7%)     | 192 (1,4%)     |
| Укупно            | 15.109         | 13.542         |